# Blades of Time
Blades of Time е компютърна игра, издадена в 2012 година от руската компания „Гайджин ентъртейнмънт“.